# Centro Democrático Unido
Centro Democrático Unido (CDU) fue un grupo parlamentario de la Cámara de Diputadas y Diputados de Chile, formado por diputadas y diputados que renunciaron a sus bancadas en el Partido Demócrata Cristiano (PDC) y Renovación Nacional (RN).
Según palabras de los integrantes de la bancada, el grupo tenía como objetivo la coordinación con parlamentarios independientes que se identifiquen con el centro político y quieran alcanzar acuerdos de mayorías.
En enero de 2023 la totalidad de integrantes del grupo parlamentario se sumó al partido en formación Demócratas.

## Historia
A fines del año 2022 se presentaron una serie de renuncias a distintos partidos políticos y sus respectivas bancadas en la  cámara baja del Congreso Nacional. En este periodo, el Partido de la Gente (PDG) y el Partido Demócrata Cristiano (PDC) perdieron parte de sus integrantes, por entre otros motivos, la fractura que hubo en estos comités por la elección de la nueva mesa directiva, que puso al candidato oficlialista, Vlado Mirosevic como presidente de la corporación. Esto provocó que los diputados de la bancadas de la Democracia Cristiana y del PDG que votaron por el candidato apoyado por la oposición, Miguel Ángel Calisto, renunciaran. Estas renuncias provocaron la disolución de ambos comités parlamentarios y en la forzada inclusión de los diputados que permanecieron en el PDC a un comité mixto con el Partido Radical (PR) y el Partido Liberal (PL).
En el caso de los diputados del PDG, formaron una nueva bancada en la que, debido al requisito exigido por la Cámara de Diputadas y Diputados para formar un comité, el cual establece que es necesario un número de 7 parlamentarios, decidieron negociar con un grupo de colegas independientes que estaban en la búsqueda de más diputados para la formación de un comité que según las primeras ideas y conversaciones se llamaría “Centro Democrático Unido Social Cristiano”, conformado en aquel momento por los diputados ex-DC: Joanna Pérez, Jorge Saffirio y Miguel Ángel Calisto, exintegrantes de los comités de Chile Vamos: Enrique Lee, Erika Olivera y Francesca Muñoz más la diputada del Partido Social Cristiano (PSC): Sara Concha.
Finalmente, se decidió conformar dos comités, el “Comité Partido de la Gente e independientes” (dentro del cual opera el Centro Democrático Unido) y el “Comité Independientes”, con antiguos militantes del Partido de la Gente y del Partido Republicano y otros independientes. El primero de ellos, orientado a instalarse en el centro político, y el segundo con orientación hacia la derecha política, siendo aquella la principal diferencia entre ambos comités, y por la que se tomó la decisión de no integrar una sola gran bancada.[cita requerida]

## Organización
CDU funciona para los aspectos técnicos del trabajo dentro de la Cámara de Diputadas y Diputados en el “Comité Partido de la Gente e independientes”, conformado actualmente por los diputados militantes del PDG: Gaspar Rivas, Rubén Darío Oyarzo y Karen Medina y los diputados que integran el Centro Democrático Unido: Pérez, Calisto y Saffirio, junto con Érika Olivera.
En la coordinación de CDU está el diputado Miguel Ángel Calisto, quien coordina la distribución de tiempos de toma de palabra en sesiones de sala de la cámara y para la presencia de los diputados en comisiones.[cita requerida]

## Autoridades

### Diputados
Los diputados pertenecientes al Centro Democrático Unido para el periodo legislativo 2022-2026 son:
| Nombre                      | Región                    | Distrito |
| --------------------------- | ------------------------- | -------- |
| Érika Olivera de la Fuente  | Metropolitana de Santiago | 9        |
| Joanna Pérez Olea           | del Biobío                | 21       |
| Jorge Saffirio Espinoza     | de La Araucanía           | 22       |
| Miguel Ángel Calisto Águila | de Aysén                  | 27       |